# Polycarpus
De las colecciones de la iglesia latina, Polycarpus o Policarpo de Gregorio es una colección de cánones hecha por Gregorio, sacada la citada colección de un antiguo código de la iglesia romana, añadiendo también algunos concilios tomados de la colección de S. Martín de Braga, de otros concilios españoles casi coetáneos y de los dichos de los Santos Padres.
Según el historiógrafo del rey de Francia, profesor de derecho canónico y miembro y canciller de la Academia de Francia Jean Doujat (1609-1688) que vio dos códices de la biblioteca de Jean-Baptiste Colbert cree que aquel Gregorio era canónigo y cardenal de Compostela.
Según los hermanos Ballerini, Girolamo (1702-1781) y Pietro (1698-1769), lo tienen por un presbítero de Roma (Balleriniorum disquistiones. De antiquis collectionibus et collectoribus canonum, 1846).

## Nombre de la obra
Según el citado Doujat, el nombre de Polycarpus que significa «de mucho fruto», se le puso a la obra dando a entender su utilidad.
En la carta proemial se insinúa haberse hecho en atención a la elección y colocación de los monumentos que la componen.

## Correctores romanos
Los correctores romanos citaron una colección de Gregorio Presbítero intitulada Polycarpus, y haberla visto en un MS Vaticano.
Según los hermanos citados Ballerini, Girolamo y Pietro es el MS 1354.

## Quien encargó la obra
El autor la hizo por una exhortación de un obispo de Compostela, y así consta de la carta que precede a la obra y copiaron los hermanos Ballerini: D.D. Sancti Jacobi Ecclesiae pontificali infula digne decorato Gregorius Presbyterorum humillimus salutem.
La segunda D. que muestra ser la inicial del obispo, fue el célebre según los hermanos Ballerini y DoujatDiego Gelmírez, que ocupó aquella Silla desde 1100 hasta casi la mitad del siglo, por su afición a las Letras y el celo que por su Iglesia tuvo y no hallar en aquella obra decretales posteriores a Inocencio II que murió en 1144.

## Estructura de la obra
Obra dividida en ocho libros

## Historia compostelana
Historia compostelana nada habla de la citada colección de cánones y solo al cap. 58 libr. 2º entre los libros que dejó Gelmírez cuenta uno que intitula "Cánones", sin dar alguna otra noticia.

## Enrique Flórez
Enrique Flórez nada averiguó sobre este punto pues no hace sino traducir materialmente aquel capítulo sin añadir nada de suyo.

## Otros estudiosos
- A. Theiner.- Disquisitiones criticae in praecipuas canonum et decretalium...., 1836.
- P. Fournier.- Les deux recensions de la collection canonique romaine dite la "Polycarpus", 1919.
- A. García y García.- Historia del derecho canónico, 1967.
- U. Hower.- Die Kanonessammlung Polycarpus des Gregor von S. Grisogono, Münich, 1980.
- J.R. Arrieta Ochoa de Chinchetru.- Comentario para una edición crítica del Liber I de la colección canónica "Polycarpus", Universidad de Navarra, 2009.